# Student Kick-Off
Student Kick-Off is een Belgisch muziekfestival dat jaarlijks op de eerste woensdag van het academiejaar plaatsvindt op het Sint-Pietersplein in Gent. De slogan van het festival luidt "Voor studenten, door studenten", aangezien de organisatie bestaat uit studenten. Het grootste studentenwelkomstfestival van België lokt jaarlijks meer dan 30.000 studenten.

## Geschiedenis
Het evenement, een mix van muziek, randanimatie en informatie, heeft als doel de Gentse studenten samen het nieuwe jaar in te laten stuiven en geeft een forum aan de studentenverenigingen. Student Kick-Off werd in 2006 opgericht door een groep studentenleiders rond Stijn Baert, die de oprichting van Student Kick-Off beloofde tijdens de studentenverkiezingen van 2006. Het project wordt mogelijk gemaakt met steun van de Stad Gent, de Gentse universiteit en de Gentse hogescholen.

## Editie 2006
- 27/09/2006
- Programma: Radio Urgent Live, Eddy Wally, Aiko Myopia, The Go Go Prophecy, Delavega, ‘t Hof van Commerce, Das Pop en DJ Maximilian.[1][2]
- Aantal bezoekers: 9.000[2]

## Editie 2007
- 26/09/2007
- Programma: Eddy Wally, Batidah, Los Skatchou Bottos, Made in Taiwan, Outskirts, Roxorloops, Mintzkov, Bart Peeters, Vive la Fête en DJ Bobby Ewing.[1]
- Aantal bezoekers: 19.000[3]

Voor deze editie werd voor het eerst de wedstrijd ("Dé Vedette") georganiseerd om de beste studentenband te vinden. De winnaars krijgen een plaats op de Student Kick-Off.

## Editie 2008
- 24/09/2008
- Programma: Get Ready, Mishtu Orchestra, Back Beat Rumble en Zinger, Team William,  Freaky Age, Flip Kowlier, Clement Peerens Explosition, Peter Van de Veire en Seba Loop.[4]
- Aantal bezoekers: 25.000[1]

Tijdens deze editie verbraken de Gentse studenten het wereldrecord Ad Fundum (meest aantal pinten ad fundum drinken in vier uur), dat toen op naam stond van een Nederlandse studentenvereniging. De teller stond op 928 pinten. Tijdens de Student Kick-Off werden 1.328 pogingen ondernomen, waarvan er 106 ongeldig werden verklaard door de toeziende deurwaarder. Bij afsluiten van de poging stond de teller op 1.222 geldige pinten. Onder andere rector Paul Van Cauwenberge, professor Roland Paemeleire (het jaar voordien verkozen tot "wijste prof"), zanger Luc De Vos en burgemeester Daniël Termont kwamen hun duit in het zakje doen.

## Editie 2009
- 23/09/2009
- Programma:  2 Fabiola, Contraband, Intergalactic Lovers, Joshua, Customs, Raymond van het Groenewoud, A Brand, Discobar Galaxie en Chaos AV.[6]
- Aantal bezoekers: 30.000[7]

Bij deze editie vond de "Boekentorenrun" plaats, waarbij studenten om ter snelst de 352 treden van de Boekentoren beklommen. De winnaar deed er 1 minuut en 11 seconden over.

## Editie 2010
- 29/09/2010
- Programma: X-Session; Gili; The Father, the Son & the Holy Simon; We seem to have misplaced our igloo; Amatorski; School is Cool; De Mens; The Van Jets en Mish Mash Soundsystem.[9]
- Totaal aanwezigen: 35.000[2]

Tijdens deze editie kwam er naast de traditionele locatie op het Sint-Pietersplein ook een tweede locatie bij, de "Student Kick-Off deluxe", in De Vooruit.

## Editie 2011
- 28/09/2011
- Programma: Vengaboys, Protection Patrol Pinkerton, Video Volta, Les Mecs & Drums, Teddiedrum, Sherman, Gorki, Daan, Discobar Galaxie en DJ Degree.[11]
- Aantal bezoekers: 30.000[1]

Dit is de eerste editie waar de toegang niet langer gratis is: de inkom kost een euro. Deze opbrengst gaat volledig naar een goed doel.

## Editie 2012
- 26/09/2012
- Main stage: Absynthe Minded, Yevgueni, Bart Kaëll, Red Juliette, Compact Disk Dummies, Geppetto & The Whales, Dorian & The Grays, Axxis & Drums vs. Les Mecs, Merdan Taplak, CMO, Fou Concept en Deliciaz.[13][14]
- Second stage: Coolman, One87, Kastor&Dice, Beat&Bang, Murdock, TLP, Duuub, Lenimal en Headz Up.
- Aantal bezoekers: 20.000[15]

## Editie 2013
- 23/09/2013
- Main stage: 2 Fabiola, Delta Crash, The Band of Willies, Sir Yes Sir, SquarElectric, Les Truttes, Rector Paul Van Cauwenberghe, ‘t Hof Van Commerce, Regi en We Are Prøstitutes.[16]
- Second stage: Coolman, Lenimal & Nathaniel; Lenimal & Jérome; TLP; Rakesh en DJ DUUUB.
- Aantal bezoekers: 30.000[17][18]

## Editie 2014
- 23/09/2014
- Main stage: Nicole & Hugo, Black Tolex, Barefoot & The Shoes, Warhola, Preuteleute, Uberdope, Kenji Minogue, Mintzkov, De Jeugd Van Tegenwoordig, DJ Dirk, Stoops en Ghent Bangers (aka Neon & Davidov).[19]
- Second stage: Beauhause, Jean Le Rouge, Monsieur Moustache, Sir Lanka & Jean S, Madfingaz en TLP.
- Aantal bezoekers: 24.000[2]

## Editie 2015
- 23/09/2015
- Main stage: Samson en Gert, Bi-Polar, Brent Beukelaer, Zinger, Slongs Dievanongs, Diablo Blvd., Pigbay Army, Bart Peeters, DJ Sam De Bruyn en Radio Belgique FM.[20]
- Second stage: Beauhause, Stavroz, Lenimal, Pete Howl en TLP.

## Editie 2016
- 23/09/2016
- Main stage: Urbanus & De Fanfaar, Suspenders Gravity, Momma Said So, Gestapo Knallmuzik, Wallace Vanborn, Cleymans & Van Geel, Scala & Kolacny Brothers, Soulshakers ft. MC Mota en Skyve Soundsystem.[21]
- Second stage: Woomes, Lebawski, Sir Jacobs, Seba Lecompte, TRiXY en Pete Howl.

## Editie 2017
- 23/09/2017
- Main stage: De KetnetBand, Morphine Milkshake, RAMAN., Ingeborg, FREAKY AGE, Radio Guga, Ertebrekers, Gers Pardoel, Heidi Van Tielen en Patje Krimson, DJ Rakka.[22][23]
- Second stage: BUFANA, Sir Jacobs, Lebawski, Goldfox, Nico Morano en PETE HOWL!.

Bij deze editie werd samen gewerkt met radiozender Qmusic en de ochtenshow van Sam De Bruyn en Heidi Van Tielen. Tijdens hun actie Life Swap wisselden ze een week van leven, waarna Heidi en niet Sam (zoals aangekondigd op de affiche) een dj-set kwam spelen op Student Kick-Off. Om haar bij te staan werd dj Patje Krimson ingeschakeld.

## Editie 2018
- 24/09/2018
- Main stage: Zwangere Guy, Mermaid, Yokan, The Lighthouse, Partyfriex, Nielson, Kensington, Broken Bottle Big Band, Michael Amani en DJ Licious & Sakso.
- Second stage: WLC, Seba Lecompte b2b Man Outta Space, Nelsøn en Lebawski.
- Aanwezigen: 30.000[24]

## Editie 2019
- 25/09/2019
- Main stage: DJ Yolotanker, Neo Minor, Young Foxes, Chackie Jam, Gestapo Knallmuzik, Laura Tesoro, Ronnie Flex & Deuxperience, Regi en 5NAPBACK.[25]
- Second stage ("The Eristoff Club hosted by Moonday"): Adrian b2b Barbosa, Heckman, Maxim Lany en Lebawski.

Deze editie werd voor het eerst gekozen voor herbruikbare bekers, in een poging de hoeveelheid afval na het festival te verkleinen.

## Editie 2020
Afgelast vanwege de coronacrisis. Het evenement zou plaatsgevonden hebben op 23/09/2020 in een andere vorm (met respect voor de geldende maatregelen), maar werd alsnog afgelast omdat de organisatie geen vergunning kreeg van de stad Gent. Zij vreesden een te grote opkomst.

## Editie 2021
- 29/09/2021
- Main stage: Average Rob FT. Omdat Het Kan Soundsystem, Momoyo, Moody Mae, The Green Onions, The Color Grey, Regi, Metejoor, Jebroer, Cleymans & Van Geel, De Bromeo's en Michael Amani
- Second stage: Lebawski, Deejames, WLC, B2B Töni Gang, en Adrian B2B Barbosa

Deze editie kregen bezoekers enkel toegang tot de festivalsite met een geldig Covid Safe Ticket.

## Editie 2023
- 22/09/2023
- Main stage: Pommelien Thijs, Bart Kaëll, Average Rob FT. Omdat Het Kan Soundsystem, Paul Sinha, Michael Amani, Chibi Ichigo, Yung Mavu, Laura Omloop, Dave & Danny, Unregular
- Bezoekers: 30.467[28]